# Hung parliament
Der britisch-englische Begriff hung parliament (deutsch „Parlament in der Schwebe“), seltener balanced parliament oder (legislature under) no overall control (NOC), bezeichnet in Legislaturen nach dem Westminster-System die Situation, bei der nach einer Parlamentswahl mit Mehrheitswahlsystem oder personalisierter Verhältniswahl („mixed-member proportional“) keine Partei die absolute Mehrheit erreicht. 
Ein hung parliament kann auch durch Nachwahlen oder Parteiwechsel einzelner Parlamentarier entstehen.
Während diese Situation in Ländern mit Verhältniswahl den Normalfall darstellt, ist das bei Wahlen mit Mehrheitswahlsystem aus der Sicht von dessen Befürwortern die unerwünschte Ausnahme. Die Situation des hung parliament kann durch die Bildung einer Koalitionsregierung, einer Minderheitsregierung (mit wechselnden Mehrheiten oder durch ein formales confidence-and-supply-Abkommen) oder Neuwahlen aufgelöst werden.
In Deutschland werden Situationen, bei denen nach einer Wahl kein etabliertes politisches Lager als Sieger feststeht, auch als Hessische Verhältnisse bezeichnet.

## Beispiele
- Die britischen Unterhauswahlen 1974, 2010 und 2017 endeten mit einem hung parliament. 1974 kam es zu Neuwahlen[6], 2010 zu einer Koalitionsregierung zwischen Konservativen und Liberaldemokraten und 2017 zu einer Minderheitsregierung der Konservativen, die von der DUP toleriert wurde.
- Die Parlamentswahl in Australien 2010 endeten mit einem hung parliament; es kam zu einer Labor-geführten Minderheitsregierung.